# Географія релігії
Геогра́фія релі́гії, сакральна географія — галузь релігієзнавства, що вивчає загальну схему поширення релігій, сучасну релігійну карту світу, роль природного фактора у появі й поширенні релігій в різних країнах і регіонах земної кулі, досліджує просторово-часові закономірності взаємодії релігійного феномена із зовнішнім середовищем.

## Предмет
Предметом дослідження географії релігії є роль природного чинника у процесі формування і поширення релігій, взаємозв'язок етнічності й конфесійності, питання автохтонності (вкоріненості) релігійних утворень у конкретних країнах.
Засадничою тезою її досліджень є визнання того, що географічне середовище і релігії пов'язані між собою завдяки етносу, історичний шлях, культурні, психологічні особливості якого значною мірою впливають на особливості його релігійності. Значну увагу вона зосереджує на прогнозуванні динаміки релігійної карти світу.

## Історія
Географічні аспекти вивчення релігії є дуже давніми — вони сягають часів давньогрецького історика Геродота. Предмет географії релігії уперше сформулював Імануїл Кант, визначивши його як взаємодію «релігія — зовнішнє середовище». Із погляду Канта, цей розділ релігієзнавства мусить вивчати окремі конфесії, їх існування в конкретних природних, соціально-культурних, етнічних, економічних умовах різних країн; досліджувати вплив певних релігій на етнокультурні процеси в них і зворотну дію зовнішніх умов на релігію в ході її поширення.

## Сучасний стан
Сучасна географія релігії прагне дати наявну релігійну карту світу; спрогнозувати перспективи її зміни; розкрити залежність певних релігій від умов конкретних географічних регіонів; передбачити появу там нових релігій. Вона розглядає географічний аспект виникнення і подолання міжконфесійного протиборства, виявляє взаємозв'язок етнічного та конфесійного в релігійній мобільності тощо.
Нині, окрім названих розділів релігієзнавства, розвиваються:
- політологія релігії,
- культурологія релігії,
- етнологія релігії,
- з'являється герменевтичне,
- корпоративне релігієзнавство.

Релігієзнавство — складний, багатопланове утворення, яке постійно розвивається.